# Новоселівка (Конотопський район)
Новосе́лівка — село в Україні, у Попівській сільській громаді Конотопського району Сумської області. Населення становить 169 осіб. До 2020 орган місцевого самоврядування — Кузьківська сільська рада.

## Географія
Село Новоселівка розташоване на відстані 3 км ввід правого берега річки Єзуч. На відстані 1 км розташовані села Бондарі, Кузьки та Раки. Поруч проходить автомобільна дорога Т 1907.
Відстань до райцентру становить понад 13 км і проходить автошляхом Р60.

## Історія
Село постраждало внаслідок геноциду українського народу, проведеного окупаційним урядом СССР 1923—1933 та 1946–1947 роках.
Колишній орган місцевого самоврядування — Кузьківська сільська рада.

## Населення

### Мова
Розподіл населення за рідною мовою за даними :
| Мова       | Кількість | Відсоток |
| ---------- | --------- | -------- |
| українська | 169       | 100 %    |

## Постаті
- Стриженко Олександр Анатолійович (1978—2023) — старший сержант Збройних країни, учасник російсько-української війни.